# Albert B. White

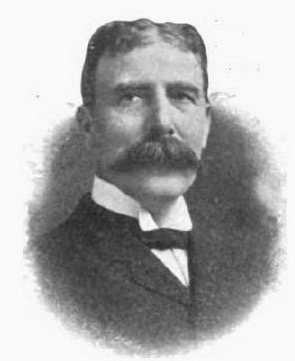
Albert Blakeslee White

Albert Blakeslee White (* 22. September 1856 in Cleveland, Ohio; † 3. Juli 1941 in Parkersburg, West Virginia) war ein US-amerikanischer Politiker und von 1901 bis 1905 der elfte Gouverneur des Bundesstaates West Virginia.

## Frühe Jahre und politischer Aufstieg
Albert White besuchte die öffentlichen Schulen in Columbus und dann bis 1878 das Marietta College. Danach wurde er journalistisch tätig. Er war Eigentümer und Herausgeber einer Zeitung in Lafayette (Indiana), ehe er nach seinem Umzug nach Parkersburg in West Virginia zwischen 1883 und 1889 das Parkersburg State Journal herausgab.
Erstmals politisch in Erscheinung trat White als Wahlkampfmanager für US-Senator Stephen Benton Elkins. Im Jahr 1889 wurde White von US-Präsident Benjamin Harrison zum Leiter der Bundessteuerbehörde in West Virginia ernannt. 1897 bestätigte Präsident William McKinley ihn in diesem Amt. Im Jahr 1900 wurde er von der Republikanischen Partei als Kandidat für die anstehende Gouverneurswahl nominiert, die er gegen den Demokraten John H. Holt mit 53,8 Prozent der Stimmen für sich entschied.

## Gouverneur von West Virginia
Nach der gewonnenen Wahl trat White am 4. März 1901 seine vierjährige Amtszeit an. Er setzte sich besonders für eine Steuerreform ein. Sein Ziel war es, die Steuern für die Industrie und die Unternehmer zu erhöhen. Trotz des Protestes dieser Gruppen wurden im Juli 1904 einige diesbezügliche Steuergesetze erlassen. Damals wurde auch die Stelle eines Steuerbeauftragten (Tax Commissioner) geschaffen, dessen Aufgabe es war, sicherzustellen, dass alle Eigentumswerte steuerlich richtig veranschlagt wurden. White unterstützte auch die Kontrolle der Lebensmittel, den Umweltschutz, eine Wahlreform und die Überwachung der Eisenbahntarife.

## Weiterer Lebenslauf
Nach Ablauf seiner Amtszeit war er von 1907 bis 1909 selbst Steuerbeauftragter, jene Position, die erst in seiner Amtszeit geschaffen wurde. Außerdem war er im Banken- und Versicherungsgewerbe tätig sowie Mitglied im Erziehungsausschuss des Staates West Virginia. Im Jahr 1916 bewarb er sich erfolglos um die Nominierung seiner Partei für die Wahl zum US-Senat. Zwischen 1921 und 1925 war er nochmals Leiter der Bundessteuerbehörde von West Virginia; 1927 wurde er in den Staatssenat gewählt, in dem er bis 1931 verblieb. Danach zog er sich aus der Politik zurück. Er starb zehn Jahre später in Parkersburg. Albert White war mit Agnes Ward verheiratet, mit der er fünf Kinder hatte.